# Phobocampe croceipes
Phobocampe croceipes är en stekelart som först beskrevs av Marshall 1876.  Phobocampe croceipes ingår i släktet Phobocampe och familjen brokparasitsteklar. Inga underarter finns listade i Catalogue of Life.